# Rodolfo Machado
Rodolfo Machado (Buenos Aires, 7 maggio 1934 – Buenos Aires, 11 giugno 2020) è stato un attore argentino, caratterista nel cinema, in teatro e in televisione.

## Filmografia

### Cinema
- Bajo el signo de la patria, regia di René Mugica (1971)
- Juguemos en el mundo, regia di María Herminia Avellaneda (1971)
- La sonrisa de mamá, regia di Enrique Carreras (1972)
- El picnic de los Campanelli, regia di Enrique Carreras (1972)
- Había una vez un circo, regia di Enrique Carreras (1972)
- Mannequín... alta tensión, regia di Maximo Giuseppe Alviani (1972)
- Los padrinos, regia di Enrique Carreras (1973)
- La flor de la mafia, regia di Hugo Moser (1974)
- La vuelta de Martín Fierro, regia di Enrique Dawi (1974)
- Las procesadas, regia di Enrique Carreras (1975)
- Los chicos crecen, regia di Enrique Carreras (1976)
- Este loco amor loco, regia di Eva Landeck (1979)
- Esto es vida, regia di Fernando Siro (1982)
- La búsqueda, regia di Juan Carlos Desanzo (1985)
- Correccional de mujeres, regia di Emilio Vieyra (1986)
- Atracción peculiar, regia di Enrique Carreras (1988)
- La bailanta, regia di Luis Rodrigo (1988)
- Policía corrupto, regia di Carlos Galettini (1996)

### Televisione
- Pájaros de barro - serie TV, 29 episodi (1961)
- Balabasadas - serie TV, 15 episodi (1968)
- La cruz de Marisa Cruces - serie TV, 19 episodi (1969)
- Su comedia favorita - serie TV, 1 episodio (1970)
- Perdón para una mujer - serie TV, 9 episodi (1970)
- Teleteatro Palmolive del aire - serie TV, 1 episodio (1971)
- Me llaman Gorrión - serie TV, 39 episodi (1972)
- Los protagonistas - serie TV, 4 episodi (1973)
- Humor a la italiana - serie TV, 8 episodi (1973-1974)
- El teatro de Jorge Salcedo - serie TV, 2 episodi (1974)
- Teatro como en el teatro - serie TV, 1 episodio (1975)
- Soledad es tu nombre, regia di María Herminia Avellaneda - film TV (1979)
- Rosa... de lejos - serie TV, 264 episodi (1980)
- El ciclo de Guillermo Bredeston y Nora Cárpena - serie TV, 1 episodio (1981)
- Teatro de humor - serie TV, 5 episodi (1981-1982)
- La historieta - serie TV, 1 episodio (1982)
- Los días contados - serie TV, 19 episodi (1983)
- Esa provinciana - serie TV, 39 episodi (1983)
- Il segreto di Jolanda (Yolanda Luján) - serie TV, 39 episodi (1984)
- Rompecabezas - serie TV, 39 episodi (1985)
- Coraje, mamá - serie TV, 19 episodi (1985)
- Una donna in vendita (Mujer comprada) - serie TV, 139 episodi (1986)
- Valeria - serie TV, 39 episodi (1987)
- Amandoti (Amándote) - serie TV, 112 episodi (1988)
- Ribelle (Rebelde) - serie TV, 39 episodi (1989)
- Las comedias de Darío Vittori - serie TV, episodio 1x02 (1989)
- Así son los míos - serie TV, 29 episodi (1989)
- Teatro para pícaros - serie TV, 3 episodi (1990)
- Amándote II - serie TV, 150 episodi (1990)
- Detective per signora (Detective de señoras) - serie TV, 32 episodi (1990-1991)
- Celeste - serie TV, 172 episodi (1991)
- Dulce Ana - serie TV, episodi 1x01-1x02-1x03 (1995)
- Leandro Leiva, un soñador - serie TV, 6 episodi (1995)
- Alta comedia - serie TV, 12 episodi (1992-1995)
- La nena - serie TV, 120 episodi (1996)
- Mamá x 2 - serie TV, 122 episodi (1997)
- Señoras sin señores - serie TV, 4 episodi (1998)
- Muñeca brava - serie TV, 30 episodi (1998-1999)
- Mamitas - serie TV, 18 episodi (1999)

## Doppiatori italiani
- Mino Caprio in Rosa... de lejos
- Eligio Irato in Il segreto di Jolanda
- Franco Vaccaro in Una donna in vendita, Valeria, Amandoti, Ribelle e Celeste